# Eisenbahnunfall von Trebbin
Bei dem Eisenbahnunfall von Trebbin am 1. März 1962 fiel in der Nähe der Stadt Trebbin ein russischer Panzer von einem Militärzug, nachdem er mit dem zur Seite geschwenkten Kanonenrohr einen entgegenkommenden Schnellzug beschädigt hatte, und brachte dadurch den eigenen Zug zum Entgleisen. Mehr als 70 Todesopfer werden angenommen.

## Ausgangslage
Am 1. März 1962 verlegte ein Panzerbataillon der Sowjetarmee per Zug vom Übungsplatz Jüterbog auf der Anhalter Bahn in Richtung Ost-Berlin.
Der Militärzug bestand unter anderem aus etwa 15 Flachwagen, welche pro Wagen zwei Panzer des Typs T-55 geladen hatten. In der Wagenreihung folgten dann sieben oder acht gedeckte Güterwagen mit Holzwagenkästen, besetzt mit je 30 bis 50 Soldaten, und dann noch weitere gedeckte Wagen und Flachwagen mit Radfahrzeugen. Über die Ausrichtung der Kanonenrohre gibt es verschiedene Aussagen. Es kann davon ausgegangen werden, dass mindestens ein Kanonenrohr pro Wagen in Fahrtrichtung gerichtet war.
In der Gegenrichtung war mit 120 km/h ein Schnellzug des Städteschnellverkehrs Berlin–Leipzig in Richtung Leipzig unterwegs.

## Unfallhergang
Aus ungeklärter Ursache löste sich die Turmarretierung eines Panzers, so dass das Kanonenrohr zur Seite und in das Lichtraumprofil des Gleises der Gegenrichtung schwenkte. Dort befand es sich noch, als sich kurz vor 19:00 Uhr die Züge etwa auf Höhe des damals noch schienengleichen Bahnübergangs der F 101 (Schrankenposten 39) nahe dem Ortsteil Kliestow der Stadt Trebbin begegneten. Das Kanonenrohr traf zuerst die Dampflokomotive, riss dort die Wasserpumpe ab, wurde weggeschleudert und traf drei oder vier Wagen später erneut den Personenzug, wo es die Seite eines Schnellzug-Wagens aufschlitzte. Dabei wurde ein Reisender des Schnellzugs erfasst, aus dem Wagen geschleudert und getötet. Dass nicht mehr Reisende im Personenzug zu Schaden kamen, lag daran, dass es sich um einen Abteilwagen mit der Gangseite zum Nachbargleis handelte. Durch die Kollision kippte der Panzer vom Flachwagen, fiel ins Gleisbett und brachte die nachfolgenden Wagen des Militärzuges zum Entgleisen. Sie verkeilten sich ineinander und türmten sich auf.
Augenzeugenberichten zufolge führte vor allem auch das splitternde Holz der Güterwagen zu schwersten Verletzungen bei den Soldaten.

## Folgen
Der Reisende des Schnellzugs war das einzige offiziell von den Medien der DDR erwähnte Todesopfer. Allerdings wurden zahlreiche sowjetische Militärangehörige in den Mannschaftswagen schwer und zum Teil tödlich verletzt. Über deren Zahl gab es von deutscher wie von sowjetischer Seite keine Angaben. Vielmehr wurde von offizieller Seite alles versucht, das Geschehen geheim zu halten und zu vertuschen. Nach Augenzeugenberichten der am Unfallort eingesetzten Rettungskräfte sollen zwischen 70 und 90 Soldaten sofort getötet worden sein. Wie viele der in umliegende Krankenhäuser transportierten Verletzten später noch an den Folgen des Unfalls starben, wurde ebenfalls nicht bekannt.